# Козьма (приток Вологды)
Козьма — река в России, протекает по Вологодскому району Вологодской области. Устье реки находится в 59 км по правому берегу реки Вологда. Длина реки составляет 11 км.
Исток Козьмы находится к востоку от деревни Спорышево (Майское сельское поселение) и в 17 км к северо-западу от Вологды.
Генеральное направление течения — восток, крупных притоков нет. На берегах реки — деревни Майского сельского поселения: Белое, Раскопино, Кулеберево (правый берег); Маурино, Поповка(левый берег). Козьма впадает в Вологду напротив крупного села Молочное, в устье стоит деревня Марфино.

## Данные водного реестра
По данным государственного водного реестра России относится к Двинско-Печорскому бассейновому округу, водохозяйственный участок реки — Северная Двина от начала реки до впадения реки Вычегда, без рек Юг и Сухона (от истока до Кубенского гидроузла), речной подбассейн реки — Сухона. Речной бассейн реки — Северная Двина.
Код объекта в государственном водном реестре — 03020100312103000006424.